# Mount Ellis
Mount Ellis är en vulkan i Antarktis. Den ligger i Östantarktis. Australien gör anspråk på området. Toppen på Mount Ellis är 2 330 meter över havet.
Mount Ellis är den högsta punkten i trakten.